# Балансное подключение
Балансное подключение (аудио) — метод соединения аудиооборудования с помощью балансной линии. Этот тип соединения часто используется как в студиях звукозаписи, так и на концертных площадках, потому что позволяет использовать длинные кабели, успешно противостоящие внешним помехам.

## Принцип действия
Балансная линия использует для передачи сигнала два одинаковых проводника, которые имеют одинаковый электрический импеданс по отношению к земле и к другим электрическим цепям коммутируемых устройств. Благодаря этому, внешние блуждающие поля вызывают одинаковые помехи в обоих проводниках. Эти помехи совпадают не только по форме, но по фазе и амплитуде. Можно избавиться от такого шума (common-mode interference) если использовать дифференциальный приёмник сигнала, выходной сигнал которого пропорционален разности сигнала между двумя входящими линиями (при вычитании уровней одного входа из другого наведенные помехи компенсируют друг друга). Дифференциальными приёмниками могут служить такие приборы как трансформатор, дифференциальный усилитель.
Сигналы по двум проводникам балансной линии часто передаются в виде дифференциального сигнала (симметричный сигнал), то есть в противофазе и с равной амплитудой относительно земли, образуя прямой и инверсный сигналы. Дифференциальный приемник, вычитая из прямого сигнала инверсный, увеличивает входной полезный сигнал в два раза по амплитуде. Дифференциальный сигнал можно создать из несимметричного при помощи балуна.
Схему передачи сигнала по балансной линии можно сделать ещё более помехоустойчивой, применяя, например, витую пару, экранирование от электростатических наводок. Экран кабеля также служит для гарантирования минимальной разности импеданса между проводниками балансной линии в условиях, когда кабель окружён настолько близко лежащими проводниками, что они в состоянии привнести заметный дисбаланс импеданса между проводами балансной линии.

## Сравнение балансного подключения с небалансным в аудиотехнике
В сравнении с небалансным подключением, балансное позволяет передавать сигнал без существенных искажений на значительно бо́льшие расстояния. Если небалансное подключение позволяет получать чистый аналоговый аудио сигнал без существенных искажений на расстояниях на практике не превышающих 15—20 м, то при балансном подключении длина аналоговой линии может достигать 200 м и более.
Помехоустойчивость балансного подключения между аудиооборудованием достигается следующими мерами:
- передача полезной информации дифференциальным (противофазным) сигналом, которая увеличивает амплитуду полезного сигнала в два раза;
- наличие экрана от электростатических помех;
- увеличение разности потенциалов между прямым и инверсным дифференциальными проводниками, приводящее к бо́льшему соотношению сигнал-шум.

Применение балансного и небалансного подключений обычно разделяется следующим образом: небалансное подключение применяется при межблочных соединениях в пределах одной стойки аудиоаппаратуры, а балансное соединение — для передачи на большие расстояния, например, от звукорежиссёрского пульта к усилителям мониторных громкоговорителей. Актуальность использования балансных линий очевидна в концертном оборудовании, специфика которого подразумевает достаточно длинные аудиолинии, проложенные в агрессивной, полной помех среде.
К недостаткам балансного подключения можно отнести использование дополнительного проводника и более сложную реализацию принимающей и передающей аппаратуры.

## Конструктивная реализация в аппаратуре
Большинство профессиональной аудиоаппаратуры (звукозаписывающей, системы громкой оповестительной связи и т. д.) имеет отдельные балансные и небалансные входные разъёмы, обычно XLR или TRS. Тем не менее, в большинстве случаев сигнал с отдельного балансного входа преобразовывается внутри прибора в небалансный сигнал с помощью трансформатора или электронного усилителя. После обработки сигнала прибором небалансный сигнал преобразовывается обратно в балансный и подаётся на выход.
Однако, некоторое количество техники проектируется для работы с балансным сигналом без дополнительных преобразований. Это достигается при использовании зависимых трактов для обеих цепей сигнала (положительной и отрицательной). Такая схема используется для достижения максимального качества звука, чтобы избежать лишних преобразований сигнала, неизбежно влияющих на его качество. Полностью балансная внутренняя схема позволяет расширить динамический диапазон на 3 дБ по напряжению.

## Разъёмы
В настоящее время наиболее часто используются 3-контактные разъёмы XLR, также часто используются четвертьдюймовые (¼" или 6,35 мм) разъёмы TRS (tip-ring-sleeve). Существуют различные переходники из XLR в TRS и обратно. Также, в стационарной аппаратуре используются винтовые клеммные колодки и разъёмы.

## Галерея
- 2,5-, 3,5- и 6,35-мм разъёмы TRS
- Кабельные разъёмы XLR3, «мама» (слева) и «папа»
- Комбинированный разъём XLR и 1/4" TRS

## Конвертеры в небалансный сигнал
Небалансный сигнал может быть сконвертирован в балансный с помощью балуна, а также через директ-бокс. Также выпускаются специализированные микросхемы — ресиверы и драйверы балансной линии. Такие микросхемы содержат внутри один или несколько ОУ и сеть прецизионных резисторов, соединённых в схему преобразования баланс-небаланс или наоборот.
Если необходимо балансный сигнал подключить к небалансной линии, необходимо знать, как это делается. В большинстве случаев отрицательный сигнал может быть подключён к «земле», но, в определённых случаях, отрицательный сигнал нужно оставить неподключённым.